# 日本の9人制バレーボール
本項では、日本における9人制バレーボール（9にんせいバレーボール）について説明する。

## 歴史
ウィリアム・G・モーガンにより1895年に考案されたバレーボールは、YMCA教官であったF・H・ブラウンにより1913年に日本に紹介された。当初はレクリエーションや体操の側面が強かったが、競技としてルール整備が徐々に進んでいく。ブラウンは1915年に京阪神のYMCAにも紹介し、神戸高商でも教えたと言われている。1チームの人数は、中国やフィリピンなどで行われた16人制などがあったが、極東では徐々に9人制となっていく。一方欧州に紹介にもされたが、こちらは6人制での整備が進んでいく。
日本チーム初めての国際試合は1917年。東京芝浦で行われた第3回極東選手権競技大会に速成チームで出場するも惨敗を喫している。試合は16人制で行われた。第8回極東選手権競技大会においてようやく9人制となり、以降諸規則の整備が進んでいく。
1927年に大日本排球協会が設立され、1928年に全日本排球選手権の実質的な第1回大会が開催された。1936年には「xx競技大会」と名乗る大会が年間232大会にも及び、戦前のピークを迎えた。戦後、1955年頃までは復興期にあたり、協会などの普及活動も相まって9人制バレーボールは日本国内で一時代をなした。日本は1951年にIFに加盟したが、当面は国際式ルールの大会を開催しないことを決めている。
転機となったのは1955年以降に押し寄せた国際化の波である。1958年に1964年東京オリンピック招致が決定し6人制バレーボールを競技種目に加えようと、欧州の6人制バレーボールに「追いつけ追い越せ」が国内の潮流となった。すなわち1958年の全日本6人制バレーボール総合選手権開催、1961年限りで国民体育大会での9人制種目の廃止（1976年に復活後、2010年限りで再び廃止）、翌1962年全日本都市対抗バレーボール優勝大会が9人制から6人制に移行するなどであった。さらに1964年の東京オリンピックにおける全日本女子金メダル獲得、1967年の日本リーグ開催などが決定的となった。
2013年現在でも日本バレーボール協会は9人制・6人制の2本立てとする方針を堅持しており、全日本9人制バレーボール総合選手権や全日本9人制バレーボール実業団選手権などを主催・共催している。
2015年から9人制としては初のトップチームによるリーグ戦「全日本9人制バレーボールトップリーグ」（通称・V9チャンプリーグ）が開催された。

## 競技規則
本節では2013年度版の9人制バレーボールの競技規則を、6人制バレーボールとの相違点を中心に説明する。相違点については小文字斜体字で補足している。

### 競技場
長方形のコートおよびフリーゾーンを含むエリアからなる。コートの広さは下記の通り。
| 種別 | 種別          | 長 辺 | 短 辺 | 6人制  |
| ---- | ------------- | ----- | ----- | ------ |
| 男子 | 一般          | 21m   | 10.5m | 18m×9m |
| 男子 | 高校          | 21m   | 10.5m | 18m×9m |
| 男子 | 中学          | 20m   | 10m   | 18m×9m |
| 女子 | 一般 家庭婦人 | 18m   | 9m    |        |
| 女子 | 高校          | 18m   | 9m    |        |
| 女子 | 中学          | 18m   | 9m    |        |

フリーゾーンは、最低限サイドラインから8m以上、エンドラインから5m以上のスペースが必要。高さは競技場表面から12.5m以上。

### ネットの高さ
| 種別 | 種別     | 高 さ | 6人制 |
| ---- | -------- | ----- | ----- |
| 男子 | 一般     | 2.38m | 2.43m |
| 男子 | 高校     | 2.25m | 2.43m |
| 男子 | 中学     | 2.15m | 2.30m |
| 女子 | 一般     | 2.15m | 2.24m |
| 女子 | 家庭婦人 | 2.05m |       |
| 女子 | 高校     | 2.05m | 2.24m |
| 女子 | 中学     | 2.00m | 2.15m |

### アンテナ
サイドラインの直上のネットにサイドバンドが設置され、サイドバンドの外側から20cm離してアンテナが設置される。（6人制ではサイドバンドの外側に接してアンテナが設置される。）
- 9人制バレーボールのアンテナ
- 6人制バレーボールのアンテナ

### ライン
センターライン
6人制で設置されているセンターラインは設置されない。相手チームの競技者に対するインターフェアがない限り、相手コートへ入ってもよい。（6人制では足（踝以下の部位）がセンターラインを完全に越えるとペネトレーションフォールト（パッシング・ザ・センターライン）となる。）
アタックライン
6人制で設置されているアタックラインは設置されない。中衛や後衛選手のアタックやブロック参加も可能である。

### ボール
6人制と同一で、一般男女では5号球を使用する。

### チーム構成・競技者交代
9人の先発競技者および3名以内の交代競技者、合計12名以内で構成される。セット内での競技者交代は4回まで認められる。6人制では認められない次のような交代も認められる。（太字は先発競技者）
- 選手A → 選手B → 選手C → 選手A
- 選手A → 選手B → 選手A → 選手C

なお交代競技者は1度ベンチに退くと、そのセットは出場できない。

### リベロ
6人制におけるリベロは、9人制では採用していない。

### セット
1セット21点制の3セットマッチ。20-20となった場合はデュースとなり、2点差がつくまで続けられる。セット間の休憩は3分間である。

### ローテーション
6人制で行われているローテーションは行わず、ポジションは任意である。6人制のポジショナルフォールトもない。

### サービス
6人制でサーブと呼ばれる用語は9人制ではサービスと呼ぶ。サービスはセット開始前に監督が提出するオーダー順による。競技者交代があった場合はその先発競技者の順番で交代競技者がサービスを行う。
第2セット（または第3セット）は、第1セット（または第2セット）を失ったチームの次のサービス順競技者からサービスを開始する。（6人制では試合前のコイントスによりどのチームがサーブを打つかが決定しており、そのチームのバックライトのプレーヤーがサーブを打つ。）
サービスは1本目をミスしても2本目を打ち直すことができる。2本目もミスするとダブルフォールトとなり、サイドアウトし相手の得点となる。次のようなケースは失敗と見なされる。
1. 主審の吹笛後、トスしたボールを打たなかった場合。
2. 主審の吹笛後、8秒以内にサービスをしなかった場合。
3. サービスがネットインした場合。

### サービス順確認
セット開始時点で先発競技者9人がエンドラインにサービス順に並び、副審がオーダーシートと照合する。（6人制では副審がオーダーシートに基づき、オーダーシートのポジションに先発競技者がいるかどうかを確認する。）

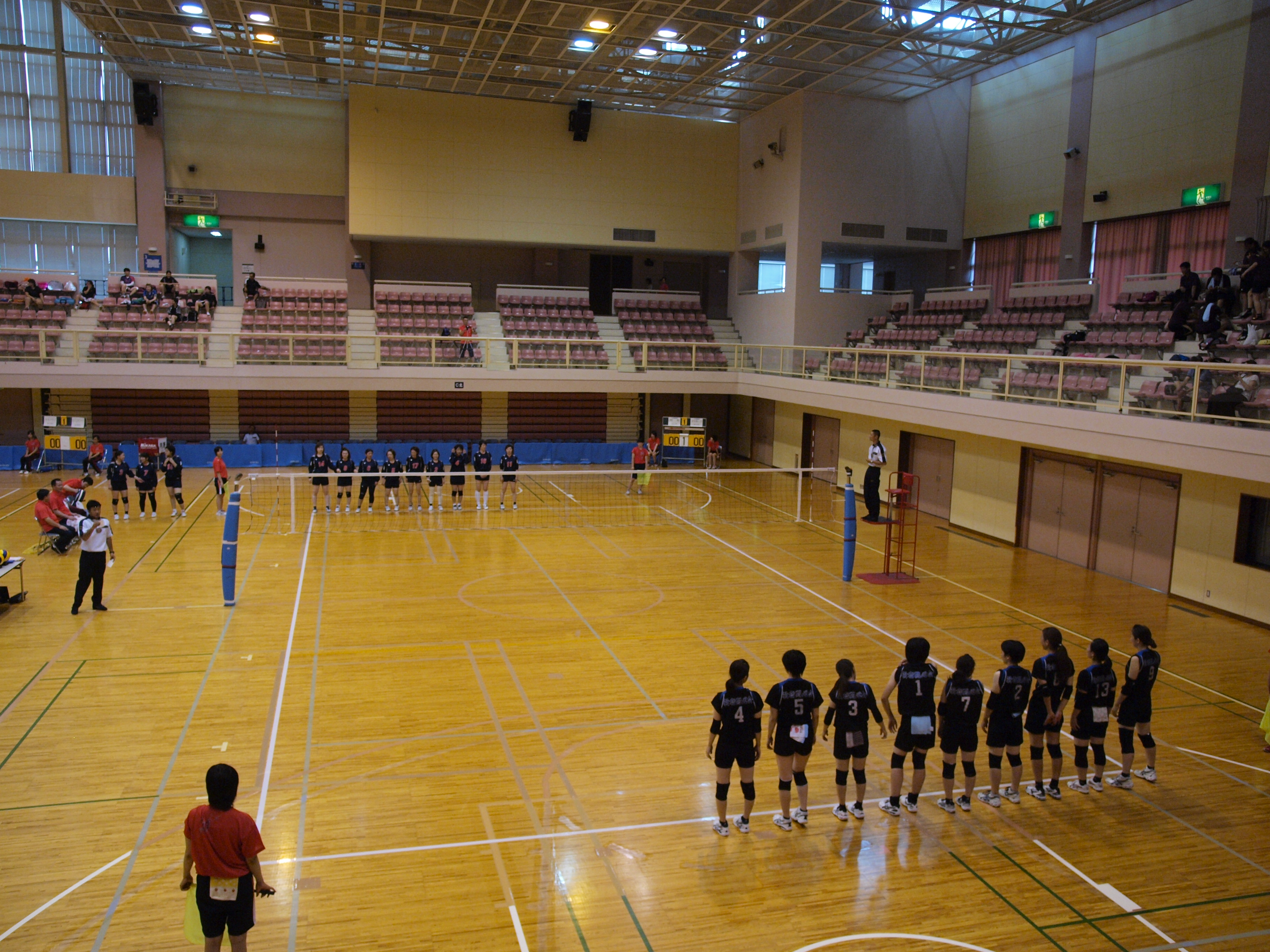
副審がエンドラインに並んだ選手の順番をオーダーシートと照合している場面。

### ボールへの接触
6人制と同じく3回以内で相手コートへ返球しなければならないことは変わりないが、
1. ブロックも1回の接触とカウントする。（6人制ではブロックは1回の接触とカウントしない。）
2. 「競技者が接触した後、ネットに触れたのちに同一競技者がボールに接触する行為」はドリブルとならない。この場合、実質的に4回の接触が可能。

このルールにより、セッターにAパスが返らない場合、セッターは故意にネットに当ててからリバウンドしたボールをセットアップし直す秀逸なプレーが可能。

### オーバーネット
ブロックなどで相手コート上にあるボールに触れるとオーバーネットの反則となる。この場合「相手コート上」とは、ボールの一部がネット白帯の仮想上部に達していない状態をいう。ただしブロック後に相手コートに手が出ることは反則とならない。（6人制では、明らかにブロッカーチーム側に来ることが分かっているボールについては、オーバーネットによるブロック行為は反則とならない。）

### ダブルファウル
ネット上におけるボールの押し合いはダブルファウルとされ、ノーカウントとなる。（6人制でも同様であったが、現在はルール改正されてラリーが継続する。）

## 用語
9人制と6人制における用語の主な相違点を挙げる。
| 9人制            | 6人制                               |
| ---------------- | ----------------------------------- |
| 競技者交代       | サブスティテューション              |
| ホールディング   | キャッチボール （単にキャッチとも） |
| ドリブル         | ダブルコンタクト                    |
| オーバータイムス | フォアヒット                        |
| オーバーネット   | ペネトレーションフォールト          |
| ダブルファール   | ダブルフォールト                    |

## ポジション

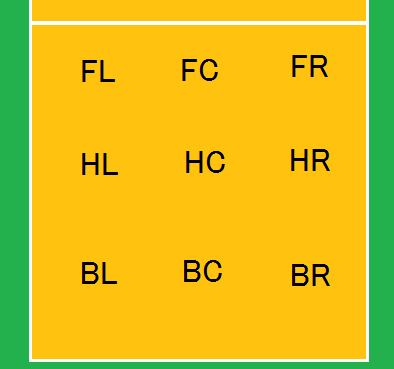
センターラインは便宜上入れてあるが、実際には設置されない。

9人制バレーボールでのポジション名は2文字のアルファベットで記し、F:フォワード、H：ハーフ、B:バックとL:レフト、C:センター、R:ライトの組み合わせとなる。例えばHLならハーフレフト（中衛レフト）となり、FRならフォワードライト（前衛ライト）となる。
バックの3人（BL・BC・BR）およびHCは主に守備を担当するが、他のF・Hの5名（セッター（FC）＋アタッカー）はアタック・ブロックの両方を担う。

## 主な大会

### 開催中の大会
- 全日本9人制バレーボールトップリーグ（V9チャンプリーグ）
- 全日本9人制バレーボール総合選手権
- 全日本9人制バレーボール実業団選手権
- 全日本9人制バレーボールクラブカップ選手権（デサントジャパンクラブカップ）
- 「櫻田記念」全日本9人制実業団選抜男女優勝大会（日韓国際親善交流試合）- 永年、日本実業団バレーボール連盟会長を務めた櫻田武の名を冠する大会[2]。

### 9人制が廃止された大会
- 国民体育大会

### 6人制に移行した大会
- 全日本都市対抗バレーボール優勝大会（現・黒鷲旗全日本男女選抜バレーボール大会）

## 強豪チーム
全日本9人制バレーボール総合選手権において、複数回優勝または準優勝した強豪チームを記す。
- 男子
  - 住友電工（大阪府） - 優勝9回
  - 中部徳洲会病院（沖縄県） - 優勝5回
  - 富士通（兵庫県） - 優勝8回
  - 東北リコー（現リコーインダストリー東北、宮城県） - 準優勝3回
- 女子
  - 富士通テン（兵庫県） - 優勝6回
  - 群馬銀行（群馬県） - 優勝12回
  - パナソニックブルーベルズ（旧松下電池工業、パナソニックエナジー） - 優勝3回
  - パイオニア（埼玉県）- 優勝2回
  - 山梨中央銀行（山梨県） - 準優勝3回